# لبب

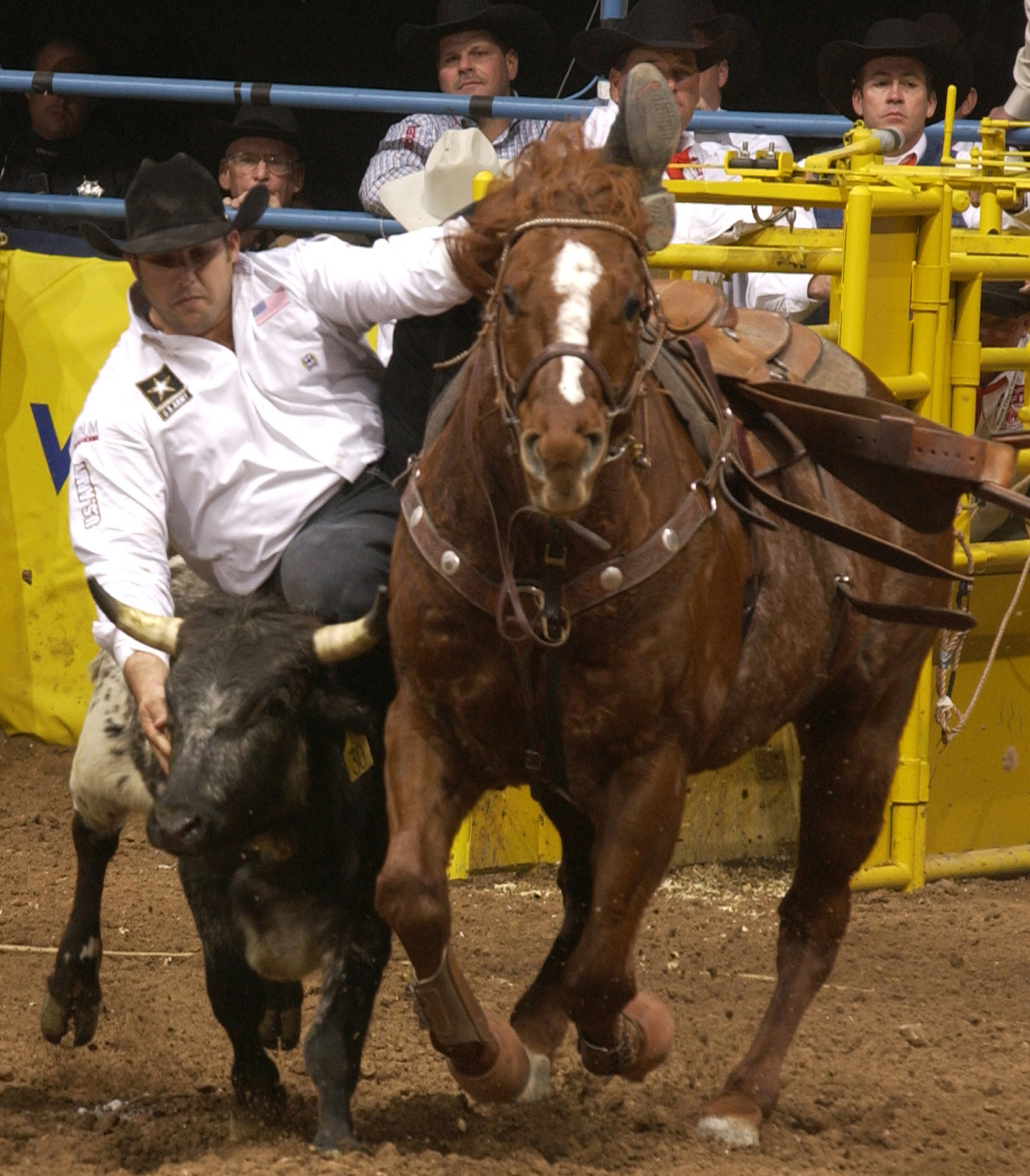
لبب على صدر حصان بُلْدُغ

اللَّبَب ما يُشَدُّ في صدر الدابّة ليمنع تأَخُّر الرحل والسَّرج.
اللبب مفيدٌ للغاية في حالة ركوب الخيول ذات الأكتاف الكبيرة والقفص الصدري المسطح. فهي ميزة أمان، خاصةً في سباق اختراق الضاحية، في حالة تقطع حبال السرج، حيث سيكون لدى الفارس وقت كافٍ لإيقاف الحصان والنزول قبل أن ينزلق السرج عن ظهر الحيوان أو تحت بطنه. يُستخدم اللبب على السروج الإنجليزية والغربية.

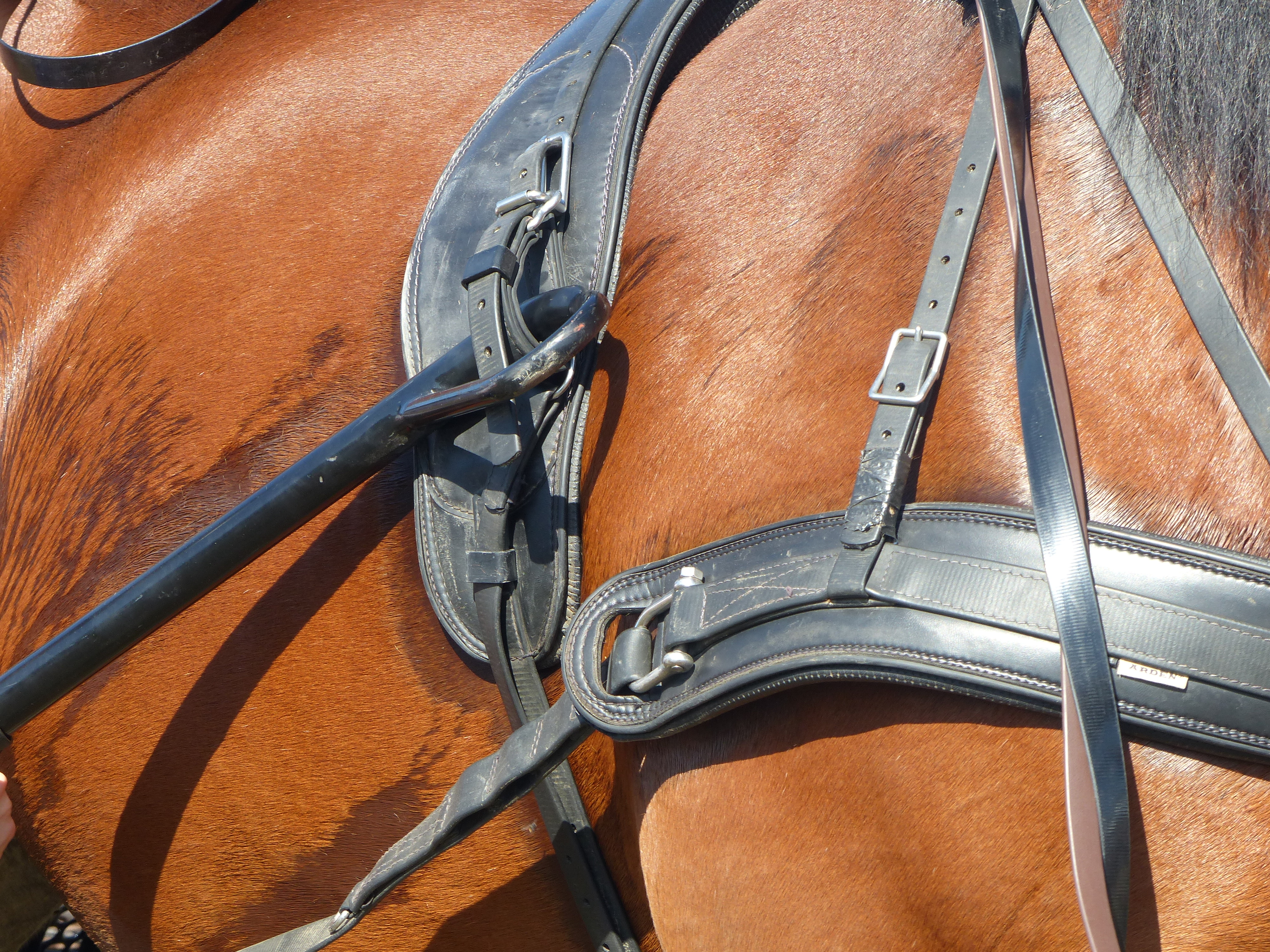
لبب حول الصدر

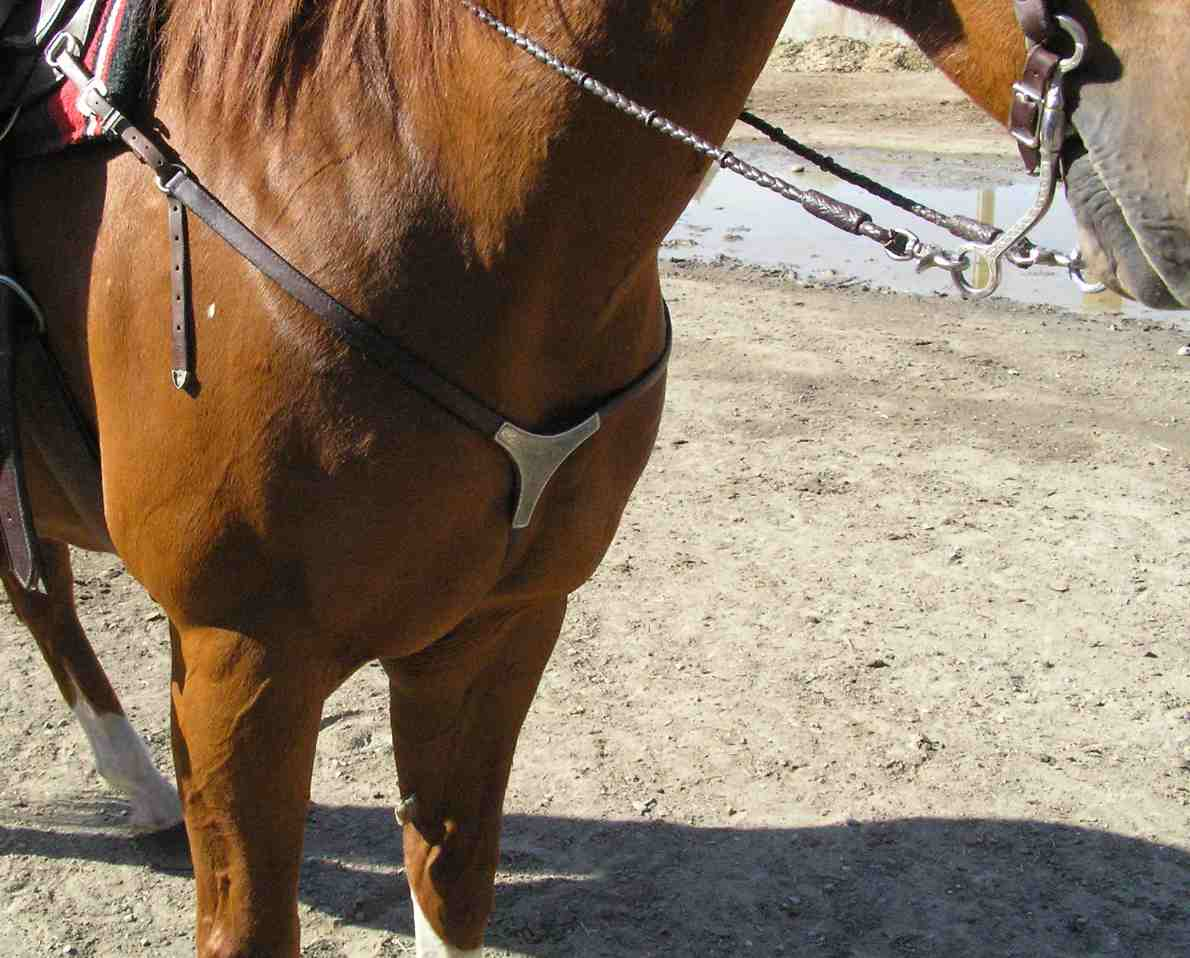
اللبب